# Crotaphatrema
Genre
Crotaphatrema est un genre de gymnophiones de la famille des Scolecomorphidae.

## Répartition
Les trois espèces de ce genre sont endémiques du Sud-Ouest du Cameroun.

## Liste d'espèces
Selon Amphibian Species of the World (11 février 2014) :
- Crotaphatrema bornmuelleri (Werner, 1899)
- Crotaphatrema lamottei (Nussbaum, 1981)
- Crotaphatrema tchabalmbaboensis Lawson, 2000

## Publication originale
- Nussbaum, 1985 : Systematics of caecilians (Amphibia: Gymnophiona) of the family Scolecomorphidae. Occasional Papers of the Museum of Zoology, University of Michigan, no 713, p. 1-49 (texte intégral).